# Río Torne
El río Torne (en sueco: Torne älv o Torneälven; en nordsamiska, Duortnoseatnu; en finés: Tornionjoki; en meänkieli, Tornionväylä) es un río europeo que discurre por el norte de Suecia y desemboca en el golfo de Botnia, cerca de Haparanda. Tiene una longitud aproximada de 570 km y drena una cuenca de 37 300 km² (mayor que países como Guinea-Bisáu o Taiwán).

## Geografía

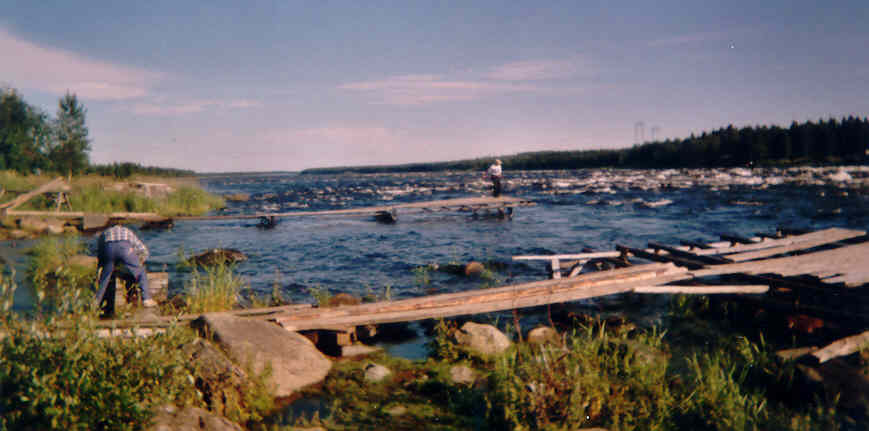
Kukkolaforsen i Torneälven.

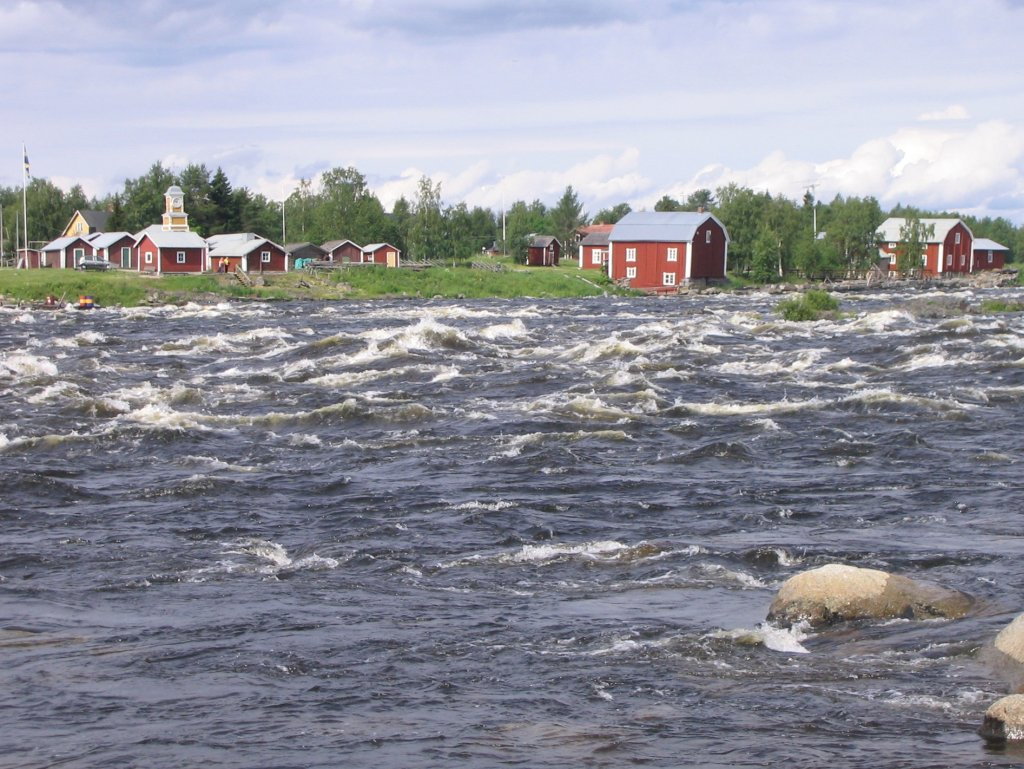
Kukkolaforsen.

El río Torne nace en el lago Torneträsk, el lago más grande de la Laponia sueca, cerca de la frontera con Noruega. Fluye en dirección sudoeste hasta la altura de la ciudad de Pajala, donde forma la frontera con Finlandia. Es el río más caudaloso y largo del condado de Norrbotten.
Su principal afluente es el río Lainio (266 km). Se bifurca y parte del agua llega al río Kalix.
Tornedalen (en finés, Tornionlaakso) es el nombre de la región geográfica por la que discurre el río Torne.

## Historia
En el Tratado de Fredrikshamn de 1809, cuando Suecia perdió las zonas que constituyen la actual Finlandia a favor de la Rusia Imperial, el río fue elegido junto con el río Muonio y el río Könkämä como frontera entre Suecia y el nuevo Gran Ducado ruso de Finlandia, dividiendo así las provincias de Laponia y Västerbotten.
Según el tratado, la frontera seguirá la parte más profunda del río. Cerca de Haparanda/Tornio la frontera se fijó en el tratado, en parte en tierra, por lo que la ciudad de Tornio pertenecería a Rusia. Una vez cada 25 años, una comisión de representantes suecos y finlandeses revisa la frontera. Esto significa que la frontera puede moverse, como en 2006. 

## Historia natural
La investigación sobre la ruptura del hielo en el río y en el lago Suwa en Japón sugirió que "los procesos mundiales, incluidos el cambio y la variabilidad climáticos, están impulsando los cambios a largo plazo en la estacionalidad del hielo".

## Cultura
Históricamente, el idioma utilizado a ambos lados del río era el Idioma finés. A finales del siglo XIX, se abrieron escuelas en ambos países. Entonces se decidió hacer que la parte sueca del área de habla sueca enseñase a los escolares sólo el sueco escrito y se permitió que sólo se hablase sueco durante las clases, y a veces también durante los descansos. Como efecto, durante la segunda mitad del siglo XX, el sueco fue el idioma dominante en el lado sueco. El finés que se habla en las conversaciones informales es similar en ambos lados del río, aunque algunas palabras nuevas difieren. Para apoyar el idioma tradicional en el lado sueco se ha ideado un nuevo idioma escrito, el Meänkieli. En el lado finlandés sólo se utiliza el finés en la comunicación escrita. Estos dos idiomas difieren considerablemente en cuanto a la ortografía.